# جهاد رژلب
جهاد رژلب: خاطرات بزرگ شدن به عنوان ایرانی در آمریکا و آمریکایی در ایران اولین کتاب نویسنده ایرانی-آمریکایی آزاده معاونی است که در ۴ فوریه ۲۰۰۵ منتشر شد.
این کتاب داستان تجربیات نویسنده در ایران را روایت می‌کند که پس از زندگی و بزرگ شدن در ایالات متحده به عنوان خبرنگار به ایران بازمی‌گردد. این کتاب بخشی از جنبش رو به رشد نویسندگان زن ایرانی مقیم خارج است، از جمله این نویسندگان می‌توان مرجان ساتراپی، فیروزه دوما، ناهید راچلین و آذر نفیسی اشاره کرد.